# Campeonato Sudamericano de Hockey sobre césped femenino de 2006
El Campeonato Sudamericano de Hockey sobre césped femenino de 2006 se llevó a cabo desde el 9 al 19 de noviembre de 2006. La competencia se desarrolló en Buenos Aires, Argentina, en el marco de los Juegos Suramericanos de 2006.
Los dos primeros se clasificaron a los Juegos Panamericanos 2007. Participaron cuatro selecciones sudamericanas y por primera vez este certamen se define con final y partido por la medalla de bronce. Argentina fue campeón tras ganar la final a Chile, también clasificado a los juegos panamericanos de 2007.

## Equipos participantes
- Argentina
- Brasil
- Chile
- Paraguay (retirado)
- Uruguay

## Grupo único
– Clasificados a la final del torneo y a los Juegos Panamericanos 2007.
     – Jugarán el partido por el tercer puesto.
| Equipo    | Pts | PJ | V | E | D | GF | GC | DIF |
| --------- | --- | -- | - | - | - | -- | -- | --- |
| Argentina | 9   | 3  | 3 | 0 | 0 | 19 | 0  | +19 |
| Chile     | 6   | 3  | 2 | 0 | 1 | 12 | 6  | +6  |
| Uruguay   | 3   | 3  | 1 | 0 | 2 | 6  | 5  | +1  |
| Brasil    | 0   | 3  | 0 | 0 | 3 | 0  | 26 | -26 |

### Resultados
| 9 de noviembre de 2006 16:00 |     |        |  |  |
| Uruguay                      | 6–0 | Brasil |  |  |

| 10 de noviembre de 2006 18:00 |      |        |  |  |
| Argentina                     | 10–0 | Brasil |  |  |

| 12 de noviembre de 2006 14:00 |     |         |  |  |
| Chile                         | 2–0 | Uruguay |  |  |

| 14 de noviembre de 2006 16:00 |     |       |  |  |
| Argentina                     | 6–0 | Chile |  |  |

| 16 de noviembre de 2006 12:00 |      |        |  |  |
| Chile                         | 10–0 | Brasil |  |  |

| 16 de noviembre de 2006 16:00 |     |           |  |  |
| Uruguay                       | 0–3 | Argentina |  |  |

## Segunda fase

### Tercer puesto
| 19 de noviembre de 2006 11:00 |     |        |  |  |
| Uruguay                       | 4–0 | Brasil |  |  |

### Final
| 19 de noviembre de 2006 18:30 |     |       |  |  |
| Argentina                     | 4–0 | Chile |  |  |

| Campeón del Campeonato Suramericano 2006 |
| ---------------------------------------- |
| Argentina Segundo título                 |

## Clasificación general
| Pos | Equipo    |
| --- | --------- |
| 1   | Argentina |
| 2   | Chile     |
| 3   | Uruguay   |
| 4   | Brasil    |

## Clasificados a losJuegos Panamericanos 2007
| Bandera de Argentina | Bandera de Chile |
| Argentina            | Chile            |
| -------------------- | ---------------- |